# داملا سونمز
تيليا داملا سونمز (بالتركية: Damla Sönmez)‏ ممثلة مسرح وأفلام وتلفاز تركية، ولدت في يوم 3 مايو 1987 في مدينة إسطنبول في تركيا. أدت دور البطولة في مسلسل حكاية حب، وشاركت في مسلسلات أخرى مثل حب وكبرياء و حرب الورود و الحفرة، إلى جانب العديد من المسلسلات والأفلام الأخرى.

## الأعمال
- حكاية حب
- حب وكبرياء
- حرب الورود
- أيلا: ابنة الحرب
- ايفسون ابنة السيد بايكال : الحفرة
- السلطانة كوسم
- عزيز ، في دور ديلروبا-[3]
- الدم الفاسد

## روابط خارجية
- داملا سونمز على موقع IMDb (الإنجليزية)
- داملا سونمز على موقع روتن توميتوز (الإنجليزية)
- داملا سونمز على موقع ألو سيني (الفرنسية)
- داملا سونمز على موقع أول موفي (الإنجليزية)
- داملا سونمز على موقع قاعدة بيانات الأفلام السويدية (السويدية)
- داملا سونمز على موقع قاعدة بيانات الفيلم (الإنجليزية)
- داملا سونمز على موقع كينوبويسك (الروسية)